# Landgericht (roman)
Landgericht är en roman från 2012 av den tyska författarinnan Ursula Krechel. Den handlar om en tysk-judisk domare som återvänder till Tyskland 1947 efter sin landsflykt i Havanna under naziståren. Titelns Landgericht ("Landsrätt") är en domstolsnivå inom det tyska rättsväsendet. Boken tilldelades Tyska bokpriset 2012.